# Burgruine Gösting
Die Burgruine Gösting ist die Ruine einer einst bedeutenden Höhenburg in Graz. Sie befindet sich im Nordwesten der Stadt in Gösting, dem 13. Stadtbezirk der Landeshauptstadt der Steiermark. Sie war schon seit Juli 2020 nicht mehr begehbar. Nach dem Einsturz eines Teils der inneren Ringmauer, bemerkt am 27. Dezember 2020, wurde auch der Weg zur und um die Ruine sicherheitshalber amtlich gesperrt.
Mit Stand Jänner 2022 ist der Weg zur und um die Ruine geöffnet. Ein auskragender, hochliegender Teil einer Mauer ist mit Gurten verzurrt. Nach Sicherungsarbeiten lud am Nationalfeiertag, dem 26. Oktober 2022, der Pächter GBG (Gebäude- und Baumanagement Graz) erstmals zu Führungen durch einen Gutteil der ungedeckten Teile der Ruine. 2000 Besucher nutzten diese erste Gelegenheit zur Besichtigung, die im Zuge von Führungen erhalten bleibt. Schrittweise wird die GBG weitere Sanierungen betreiben, um gemäß Pachtvertrag die Ruine kostenlos zu öffnen.

## Lage
Die Ruine der Felsenburg steht bei 574 m ü. A. auf einem schmalen Grat auf steilem Felsen über einer ehemaligen Römerstraße: der Ausläufer des Steinkogels (742 m ü. A.) heißt heute Göstinger Ruinenberg. Durch ihre strategisch günstige Lage sicherte die Burg den Taldurchgang mitsamt Mur vom Gratkorner in das Grazer Becken und kontrollierte den Verkehr und Handel von und nach Graz.
Die 200 Meter über der Stadt Graz gelegene Burgruine ist ein beliebtes Ausflugsziel, denn die Lage bietet den Besuchern einen weiten Blick über das Grazer Becken und das oststeirische Hügelland. Die Burg ist nur zu Fuß in einem etwa 30-minütigen Marsch vom Göstinger Schlossplatz aus erreichbar. Im Innenhof befand sich ein Gastronomiebetrieb (ohne Strom und Fließwasser), der Anfang Juli 2020 aufgrund gesundheitlicher Beschwerden der Betreiberin vorübergehend geschlossen wurde.
Der 130 m nordöstlich der Burg gelegene Jungfernsprung bietet sich als weiterer Aussichtspunkt nach Norden an. Weitere 400 m östlich liegt die Cholerakapelle auf einem bewaldeten Gipfel.

## Geschichte

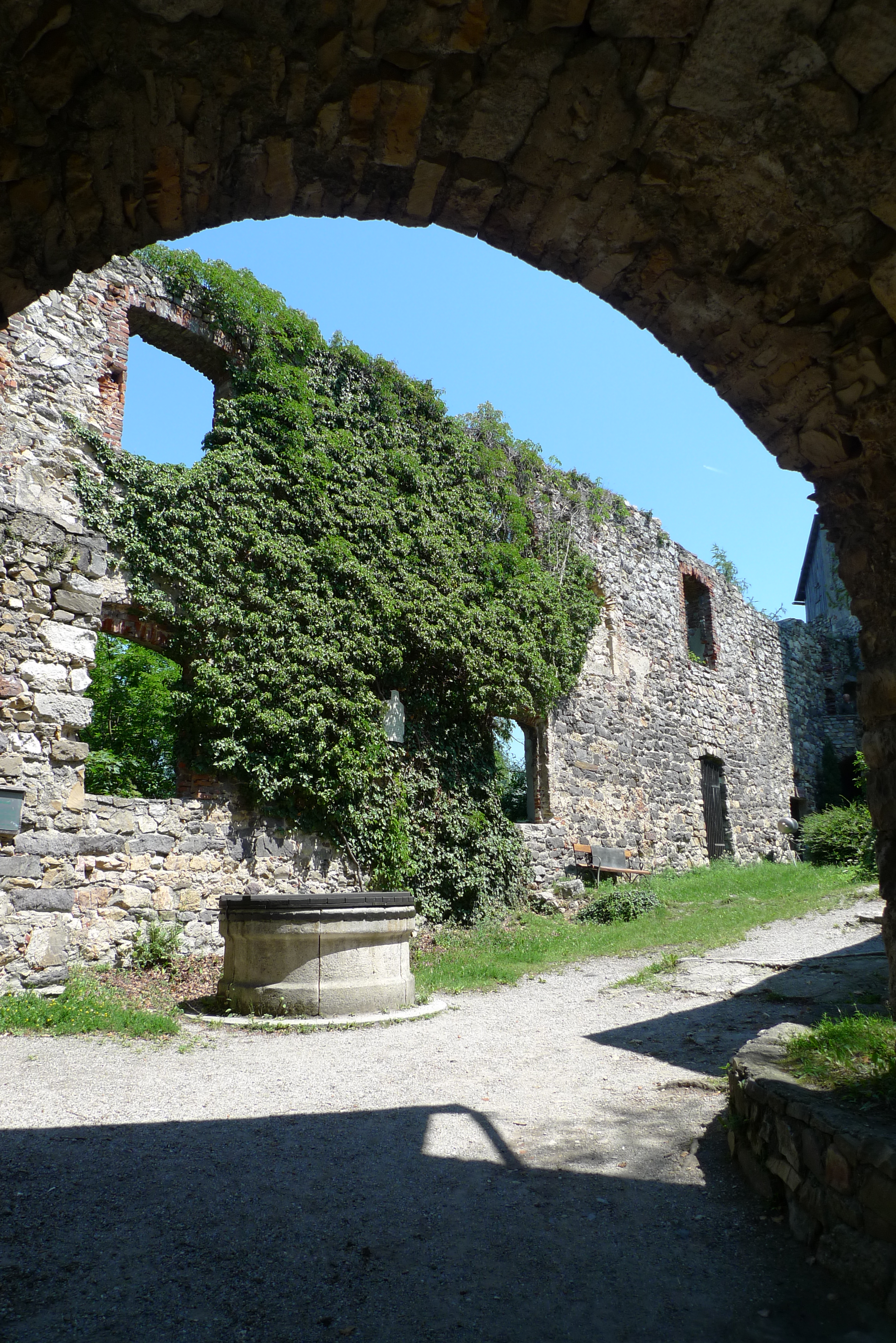
Tordurchblick Burgruine Gösting mit Zisterne (2012)

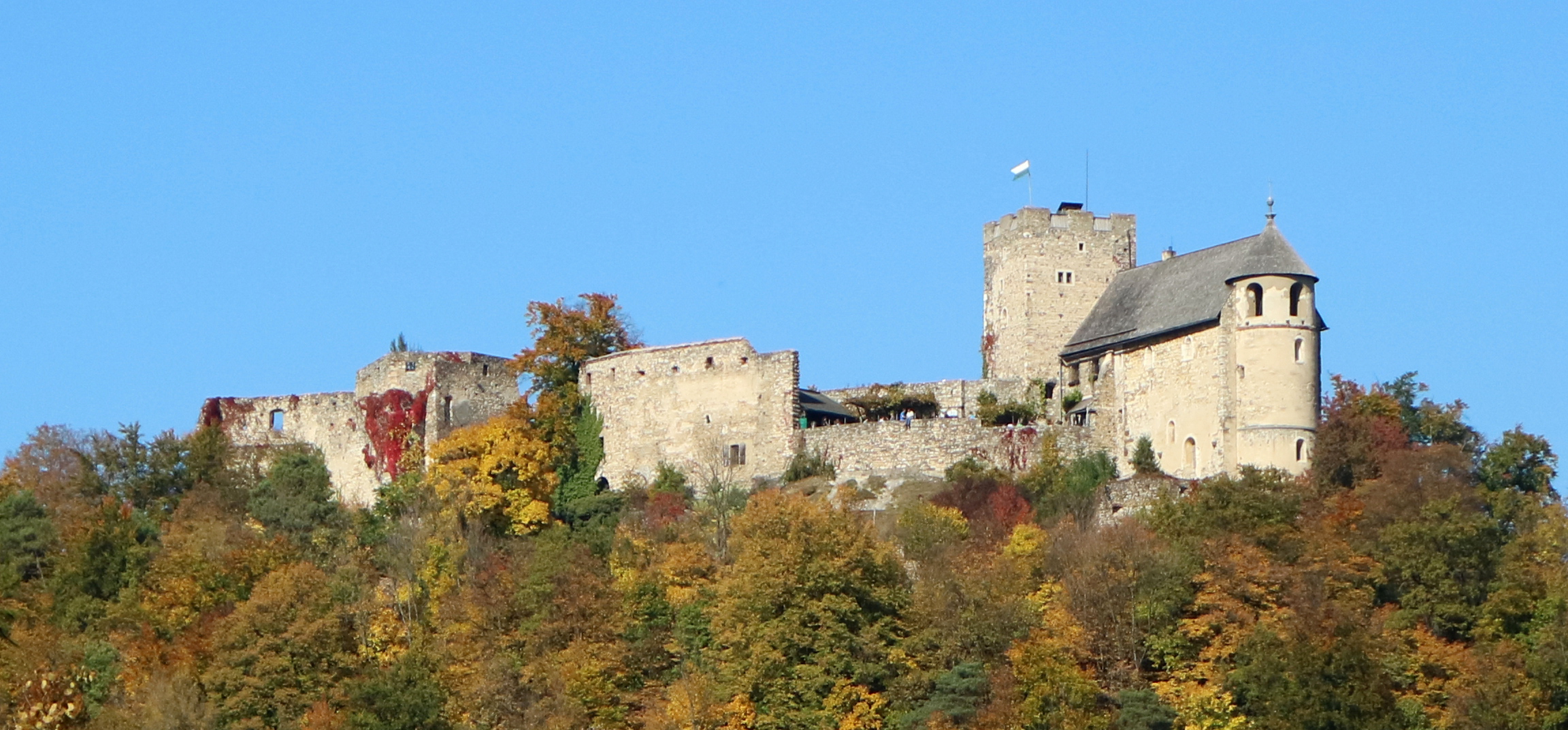
Gesamtansicht von Süden (2017)

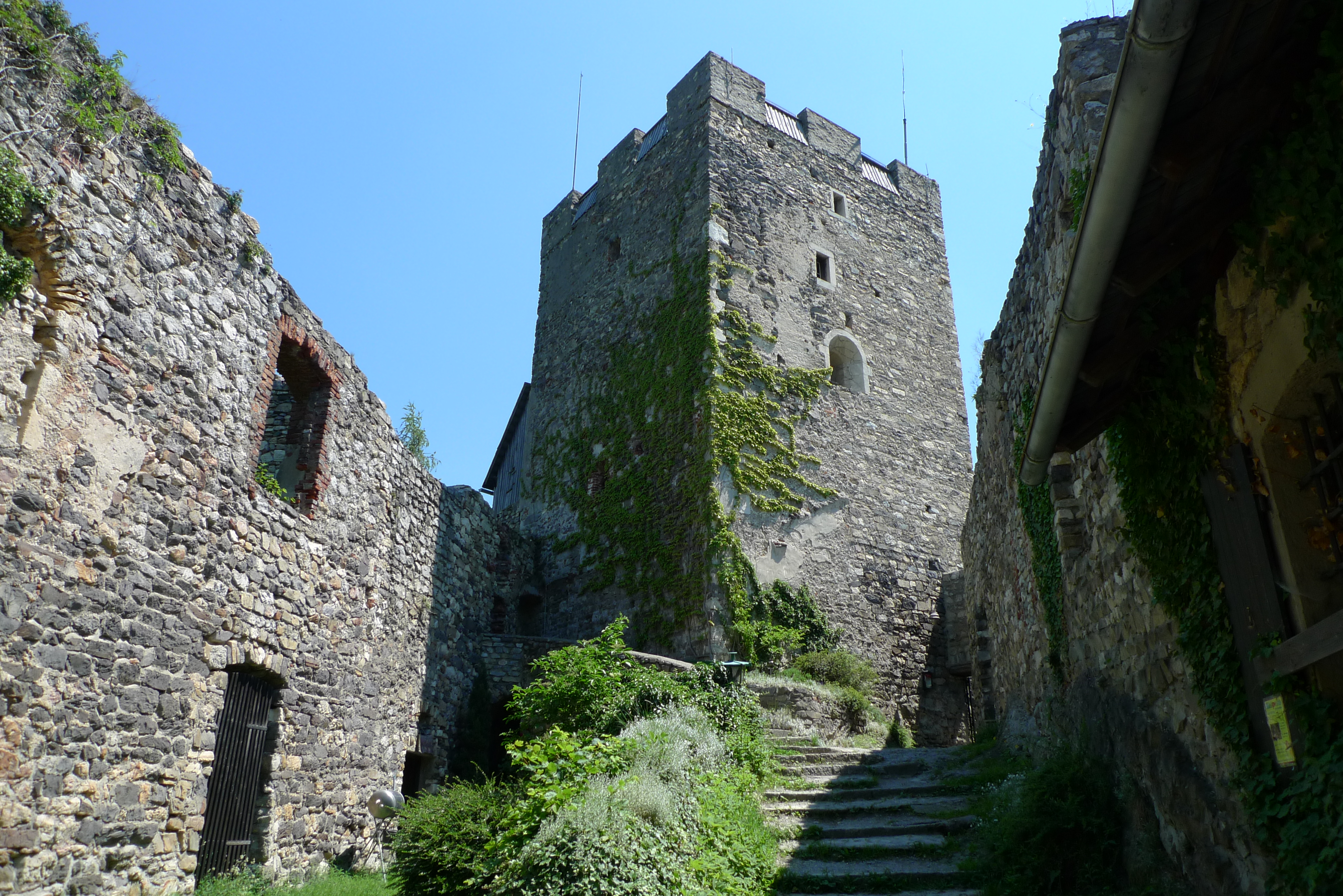
Innenbereich der Burgruine Gösting (2012)

Die Burg wurde im 11. Jahrhundert erbaut; eine erste Erwähnung ist aus dem Jahr 1042 bekannt. 1042 schenkte Kaiser Heinrich III. dem Markgrafen Gottfried aus dem Geschlecht der Wels-Lambacher zwei Königshuben Land um das Gebiet der Burg. 1050 vererbte Gottfried Gösting an seinen Bruder Adalbero von Würzburg. Während des Investiturstreits dürfte die Burg in den Besitz der Eppensteiner gelangt sein. Als 1122 der Herzog Heinrich III. starb, ging sie an die Traungauer. Von dieser Zeit bis ins 17. Jahrhundert war die Burg immer im Eigentum der Landesfürsten und wurde von Burggrafen, Verwaltern, Pächtern und Pfandinhabern betreut.
Sie wurde bis ins 15. Jahrhundert ständig erweitert. Im 15. Jahrhundert wurde die kleine Burg zu einer Festung ausgebaut, um Schutz gegen die Bedrohung der Türken und Ungarn zu bieten. Sie war Teil des Kreidfeuer-Warnsystems, das die Bevölkerung vor Bedrohungen warnen sollte. 1622 musste Ferdinand II. die Burg an Hans Ulrich von Eggenberg verkaufen, da der Dreißigjährige Krieg eine Finanznot am kaiserlichen Hof mit sich brachte. Als 1680 ein Brand in der Schlossbergfestung ausbrach, wurden die dort befindlichen Pulvervorräte auf die Burg in Gösting gebracht. 1707 wurden Burg und Herrschaft an die Grafen von Attems verkauft.
Am 10. Juli 1723 schlug ein Blitz in die Burg ein, wo sich das Pulverlager der Stadt Graz befand. Ein Großteil der Bausubstanz fiel den Flammen zum Opfer. Die Burg wurde in der Folge nicht mehr aufgebaut. Als Ersatz wurde 1728 am Fuße des Burgberges das barocke Schloss Gösting als neuer Familiensitz der Attems fertiggestellt. Ab 1790 begann ein rascher Verfall der Mauerreste der Burg. Anno 1843/44 brachen Arbeiter die Nordwand des großen Palas ab, um Steine als Baumaterial für den Eisenbahnbau zu gewinnen. 1874 stürzte der südöstliche Teil des Bergfrieds ein.
Die Ruine wird von dem 1925 gegründeten Burgverein Gösting betreut. Seit dieser Zeit gibt es Sicherungs- und Wiederherstellungsarbeiten. 1999 erwarb die Bäckerfamilie Hubert Auer die Ruine und die umliegenden Wälder. Als Anfang Juli 2020 die Betreiberin der Gaststätte im Inneren der Burg den Betrieb aus gesundheitlichen Gründen schloss, wurde auch das Burgareal als Privatgrund für den Zugang durch Besucher gesperrt. Im Jänner 2021 musste der Spazierweg der um die Ruine herum führt gesperrt werden, da sich Steine aus einer der Außenmauern gelöst hatten und ein Mauerteil einzustürzen drohte.
Im Jahr 2021 pachtete die Stadt Graz unter Bürgermeister Siegfried Nagl (ÖVP) die Ruine und das umliegende Areal für 50 Jahre und begann mit ersten Sicherungsarbeiten. Am Nationalfeiertag 26. Oktober 2022 lud die Stadt zu Führungen durch begrenzte Bereiche der Ruine ein. Mehr als 100 Menschen kamen bei trockenem Wetter zu Fuß zur Burgruine, einige mit Shuttlefahrten mit einem offenen Puch-Geländewagen, wenige auch per Rad. Eine großräumige Renovierung, die für einen allgemeinen Publikumsbetrieb notwendig ist, wird aus Kostengründen immer wieder verschoben. Auch eine Wiederansiedlung des Gastronomiebetriebs scheitert an den Kosten für Ver- und Entsorgungsleitungen. Das Angebot der Graz Guides zu entgeltlichen Führungen wurde während gut einem Jahr kein einziges Mal angenommen. Kritiker argumentierten, die Führungen seien nicht beworben worden, und es sei nicht annehmbar, dass Personen eine Führung für einen Ort anfragen würden, der als nicht betretbar über die Medien kommuniziert wurde. Im Frühsommer 2023 wurde von der Stadt Graz überlegt, ob ein frühzeitiger Ausstieg aus dem Pachtvertrag möglich ist. Dieser Pachtvertrag zwischen der Stadt Graz unter Bürgermeister Siegfried Nagl (ÖVP) sieht ein wertgesichertes Bestandsentgelt von insgesamt jährlich netto 40.000 Euro vor (indexierter Wert 2023: 46.700 Euro). Zudem verpflichtete sich die Stadt, die Burgruine bis spätestens 31. Dezember 2026 für mindestens 850.000 Euro zu sanieren, an das öffentliche Wasser-, Kanal- und Stromnetz anzuschließen sowie sanitäre Einrichtungen zu schaffen. Experten schätzen die Kosten allein für die Erschließung der Burgruine mit Strom, Wasser und Kanal auf etwa 2 Millionen Euro. In Anbetracht der ohnehin knappen finanziellen Mittel und dem überschaubaren Interesse an Führungen hat die Grazer Rathauskoalition aus KPÖ, Grünen und SPÖ beschlossen, den Pachtvertrag, unter Beachtung einer gesetzlichen Frist von einem Jahr, zum 30. November 2024 zu kündigen. Am 23. November 2023 kündigt Finanzstadtrat Manfred Eber (KPÖ) im Zuge von Einsparungsmaßnahmen an, den 50-Jahre-Pachtvertrag Ende November 2023 zu kündigen. Mit 1 Jahr Kündigungsfrist läuft die Pacht dann Ende November 2024 aus.

## Anlage
Heute stehen von der einstigen Burganlage noch die dreigeschoßige Burgkapelle Hl. Anna, in der bis zur Sperre im Jänner 2021 Gottesdienste abgehalten werden, der Bergfried mit einem kleinen Museum, Reste der westlich vom Bergfried gelegenen „Oberen Burg“ und der mauerumgürtelte Fünfeckturm.
Auf der Nordseite der Ruine ist eine gemauerte Rampe erkennbar, der ehemalige Zugang zur Burg. Ein späterer Einlass führte entlang der Wehrmauer der vorderen Burg und bog dann scharf nach Westen ab. Er führte über einen (heute verschwundenen) Graben und eine Zugbrücke in den Innenhof. Die Anlage war einst von einer mit Zinnen gekrönten Wehrmauer samt einem Wehrgang umgeben. Im Westen befand sich ein Halsgraben als zusätzliche Wehranlage.
Im nördlichen Teil des Burginnenhofes standen die Wohn- und im südlichen Teil die Wirtschaftsgebäude. Eine bis heute erhaltene Zisterne stellte die Wasserversorgung der Burg sicher. Der Vorhof der Burg wurde im 16. Jahrhundert errichtet. Dort standen in späteren Jahrhunderten Lindenbäume, weshalb er im Volksmund „Lindengarten“ heißt.